# Tegulaherpia myodoryata
Tegulaherpia myodoryata is een Solenogastressoort uit de familie van de Lepidomeniidae. De wetenschappelijke naam van de soort is voor het eerst geldig gepubliceerd in 1988 door Salvini-Plawen.